# 腸桿菌目
腸桿菌目（学名：Enterobacterales）是變形菌門γ-變形菌綱下的一個目，下屬的種都是革蘭氏陰性菌。2016年以前腸桿菌目下只有一個科，即腸桿菌科。2016年，Adeolu M基于全基因组系统发育学数据，对肠杆菌科重新进行了分类，最终将其划分成了7个科，即：肠杆菌科（Enterobacteriaceae）、欧文菌科（Erwiniaceae）、溶果胶菌科（Pectobacteriaceae）、耶尔森菌科（Yersiniaceae）、哈夫尼亚菌科（Hafniaceae）、摩根菌科（Morganellaceae）和布杰约维采菌科（Budviciaceae）。
1）肠杆菌科：埃希菌属（Escherichia）、Biostraticola、布丘菌属（Buttiauxella）、西地西菌属（Cedecea）、柠檬酸盐杆菌属（Citrobacter）、克洛恩杆菌属（Cronobacter）、Enterobacillus、肠杆菌属（Enterobacter）、弗朗科杆菌属（Franconibacter）、Gibbsiella、Izhakiella、克雷伯菌属（Klebsiella）、克吕沃尔菌属（Kluyvera）、小坂菌属（Kosakonia）、勒克菌属（Leclercia）、莱略特菌（Lelliottia）、Mangrovibacter、多源菌属（Pluralibacter）、假柠檬酸盐杆菌属（Pseudocitrobacter）、拉乌尔菌属（Raoultella）、Rosenbergiella、Saccharobacter、沙门菌属（Salmonella）、志贺菌属（Shigella）、西姆惠菌属（Shimwellia）、干燥杆菌属（Siccibacter）、拉布斯菌属（Trabulsiella）和预研菌属（Yokenella）。
2）欧文菌科：欧文菌属（Erwinia）、Buchnera、泛菌属（Pantoea）、Phaseolibacter、Tatumella和Wigglesworthia。
3）溶果胶菌科：溶果胶菌属（Pectobacterium）、Brenneria、Dickeya、Lonsdalea和Sodalis。
4）耶尔森菌科：耶尔森菌属、Chania、尤因菌属（Ewingella）、Rahnella、Rouxiella、Samsonia和沙雷菌属（Serratia）。
5）哈夫尼亚菌科：哈夫尼亚菌属（Hafnia）、爱德华菌属（Edwardsiella）和Obesumbacterium。
6）摩根菌科：摩根菌属、Arsenophonus、Cosenzaea、Moellerella、Photorhabdus、变形菌属、普罗威登斯菌属和Xenorhabdus。
7）布杰约维采菌科：布杰约维采菌属（Budvicia）、Leminorella和Pragia。